# Chiesetta al Tempio
La chiesetta al Tempio è stata un edificio sacro di Firenze, eretto dalla Compagnia di Santa Maria della Croce al Tempio nei pressi dei patiboli fuori Porta San Francesco (attuale piazza Piave) come luogo per l'ultima preghiera dei condannati a morte dotato di cimitero per le loro spoglie mortali. Fu interrata per la costruzione di un bastione al tempo di Alessandro de' Medici e, sebbene riscoperta durante i lavori per la creazione dei viali di Circonvallazione nell'Ottocento, i suoi resti vennero impietosamente abbattuti. Tuttavia da quella domolizione, a cui assistette il giovane Guido Carocci, nacque una nuova sensibilità verso la conservazione del patrimonio storico-artistico della città in un'epoca di grandi trasformazioni, che portò poi alla nascita della raccolta lapidaria del Museo di San Marco. 

## Storia

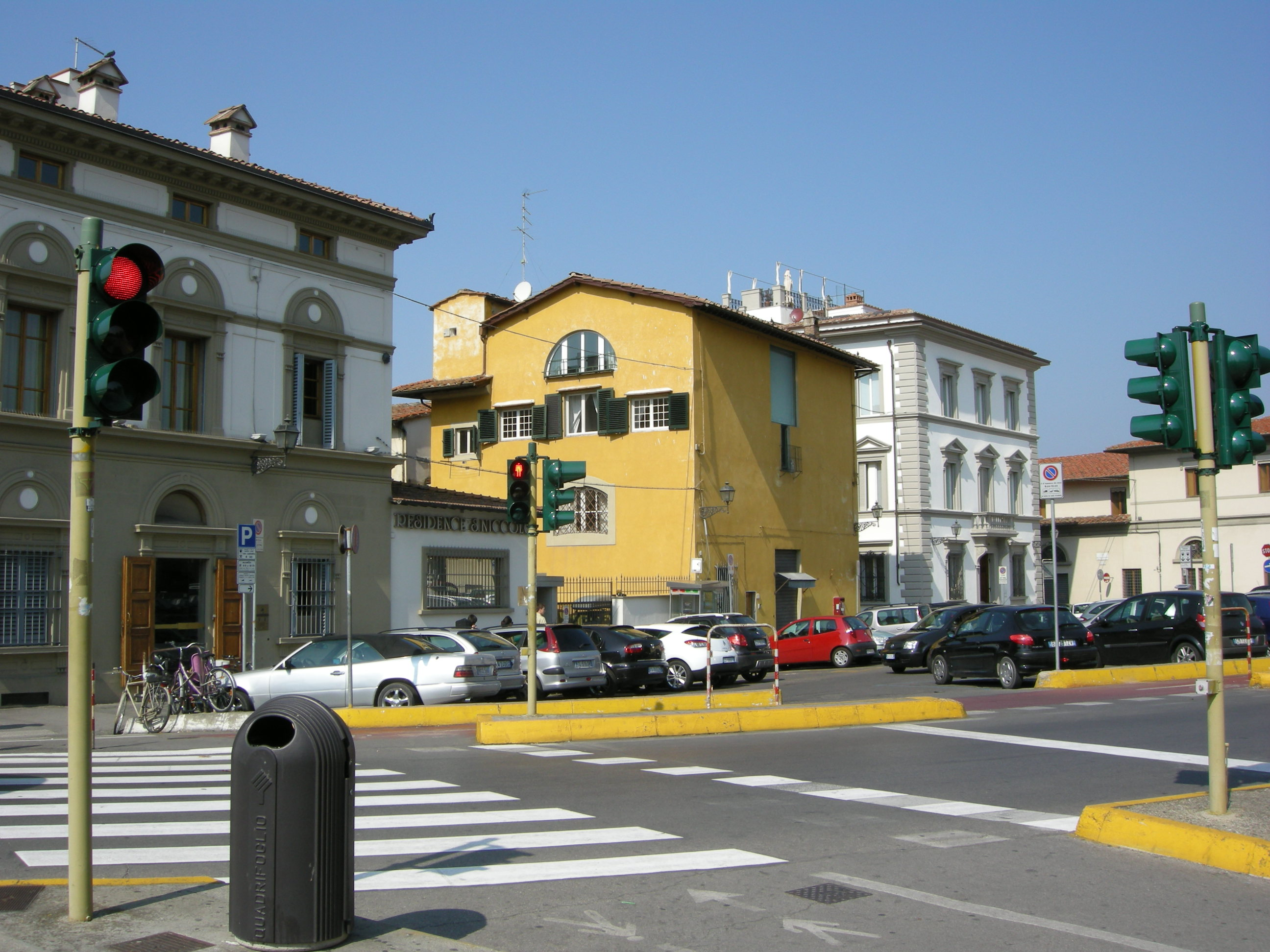
Il sito oggi

La Compagnia di Santa Maria della Croce al Tempio, fondata il 25 marzo del 1347, ebbe la sua sede nell'allora via de' Malcontenti (oggi via San Giuseppe), ma sin dalla sua fondazione è stato suo obiettivo il conforto dei condannati a morte. Per questa ragione si tassavano di 4 denari ogni settimana e le donazioni arrivate nel tempo venivano accumulate per edificare una chiesetta presso i patiboli, dove i condannati potessero recitare la loro ultima preghiera e, dopo l'esecuzione, venire inumati.
Il 30 settembre 1361 Migliore di Vanni, fornaio del popolo di Sant'Ambrogio e Sindaco eletto della Compagnia, ottenne dalla Repubblica fiorentina un terreno (braccia 30 di terreno) fuori dalle mura presso "Porta San Francesco" o "Porta della Giustizia" dove erigere una cappella e un cimitero, su un sito che forse aveva ospitato un ospedale dei Templari e che avrebbe finito per dare il nome "del Tempio" alla Compagnia. La chiesetta fu terminata nel 1366 e decorata da importanti opere d'arte.
Dal 1531 a seguito dell'assedio di Firenze che durò l'arco di due anni dal 1528-1530 fu duca Alessandro de' Medici che ordinò la chiusura di Porta San Francesco e l'interramento della chiesetta al Tempio per costruire un bastione all'estremità est della città. Il luogo delle esecuzioni fu spostato al prato fuori Porta alla Croce nell'attuale Piazza Beccaria.
Abbandonata poco prima dell'assedio di Firenze, fu saccheggiata ma non demolita. Qualche anno dopo, nel 1531-1532, Alessandro de' Medici la fece interrare assieme ad altre case attigue per realizzare il terrapieno di un bastione orientale in difesa della città, che andava a completare il nuovo sistema alla moderna con la fortezza da Basso e il forte San Giovanni.
La Compagnia allora ottenne una nuova sede distaccata in Borgo La Croce, l'ex-ospedale di San Niccolò degli Aliotti, posto vicino ai nuovi patiboli fuori Porta alla Croce, e uno spazio di sepoltura fuori le mura.
Con la demolizione delle mura al tempo di Giuseppe Poggi per Firenze Capitale (1865), il bastione venne sbancato, e la chiesa tornò brevemente alla luce. Il quattordicenne Guido Carocci la vide e ricordò che sulla facciata erano ancora visibili tracce degli affreschi di Spinello Aretino, ma assistette impotente anche alla sua impietosa demolizione, dalla quale non venne salvato niente. Questo episodio traumatico, ricordato dallo storico fiorentino nelle sue memorie, risvegliò in lui la volontà inderogabile di salvare quelle memorie della Firenze del passato, che da un lato venivano esaltate dagli stranieri e dal gusto romantico neomedievale, dall'altro erano vittime del piccone "risanatore", che voleva dare alle città storiche un'impostazione moderna sul modello dei viali parigini creati dal barone Haussmann. Se nell'immediato non fu possibile porre freno alle demolizioni, almeno Carocci riuscì, quale direttore del Museo di San Marco, a raccogliere in un lapidario tutte le testimonianze antiche che poté, sottraendole anche a un mercato antiquario che si faceva pochi scrupoli. 

## Descrizione

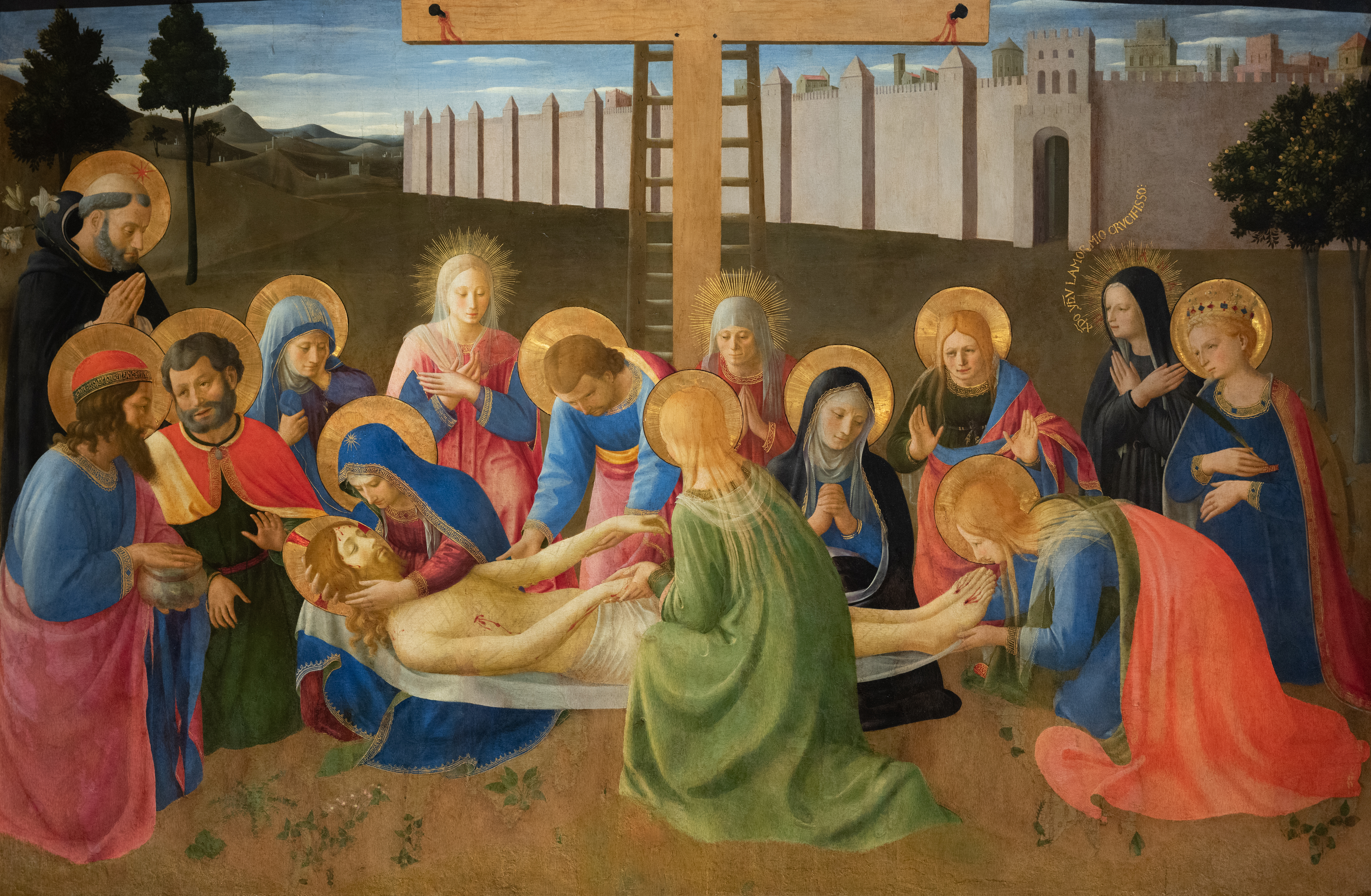
Compianto della Croce al Tempio del Beato Angelico

Guido Carrocci la descrisse come "piccola ma graziosa e caratteristica" con sulla facciata degli affreschi di Spinello Aretino.
La chiesa era inoltre nota per un ciclo di affreschi con Storie di san Jacopo, che il Vasari attribuì a un ipotetico soggiorno fiorentino del giovane Pisanello. In generale la critica moderna esclude la possibilità di un'opera del pittore veronese a Firenze, accettando piuttosto un'annotazione del Codice Gaddiano che vuole quegli affreschi di Bicci di Lorenzo, ma non mancano voci fuori dal coro (come Chiarelli), che raccolse vari indizi "fiorentini" nelle opere di Pisanello, come la cooperazione nel 1424 con Nanni di Bartolo a Verona o la presenza degli impiccati del celebre affresco di San Giorgio e la principessa, che l'artista aveva potuto ben studiare dalla chiesa del Tempio, situata proprio davanti alla piazza dei patiboli.
Da qui provengono anche il Compianto della Croce al Tempio di Beato Angelico, oggi nel Museo nazionale di San Marco, e una Decollazione del Battista di Ridolfo del Ghirlandaio.